# Abdoulaye Cissé (calciatore 1996)
Abdoulaye Cissé (Conakry, 13 febbraio 1996) è un calciatore guineano, difensore del Novi Pazar.

## Carriera

### Nazionale
Ha esordito in nazionale nel 2013.